# Pierzastowąsowate
Pierzastowąsowate (Mochokidae) – rodzina słodkowodnych ryb sumokształtnych (Siluriformes), obejmująca ponad 200 gatunków zamieszkujących wody tropikalnej i subtropikalnej strefy Afryki. Synodontis znany jest w zapisie kopalnym od oligocenu. Wiele gatunków tych ryb trzymanych jest w akwariach ze względu na ciekawy wygląd i interesujące zachowanie.

## Cechy charakterystyczne
Ryby z tej rodziny charakteryzują się trzema parami wąsików (przy czym wąsiki żuchwowe mogą być pierzasto rozgałęzione), obecnością dużej (zwykle bardzo dużej) płetwy tłuszczowej oraz płetwą odbytową o mniej niż 10 promieniach. W płetwach piersiowych i w grzbietowej większości gatunków występuje twardy kolec zaopatrzony w mechanizm blokujący. Otwór gębowy niektórych gatunków (Atopochilus, Chiloglanis i Euchilichthys) przekształcił się w przyssawkę. Największe osobniki dorastają do 72 cm długości.
Pierzastowąsowate prowadzą nocny tryb życia.

## Klasyfikacja
Rodzaje zaliczane do tej rodziny:
Acanthocleithron — Atopochilus — Atopodontus  — Brachysynodontis  — Chiloglanis — Euchilichthys — Hemisynodontis — Microsynodontis — Mochokiella — Mochokus — Synodontis
Typem nomenklatorycznym rodziny jest Mochokus.
Najliczniejszym rodzajem jest Synodontis, liczący około 130 gatunków, następnie Chiloglanis z około 50 gatunkami. Pozostałe rodzaje są monogatunkowe, bądź liczba gatunków nie przekracza kilku.

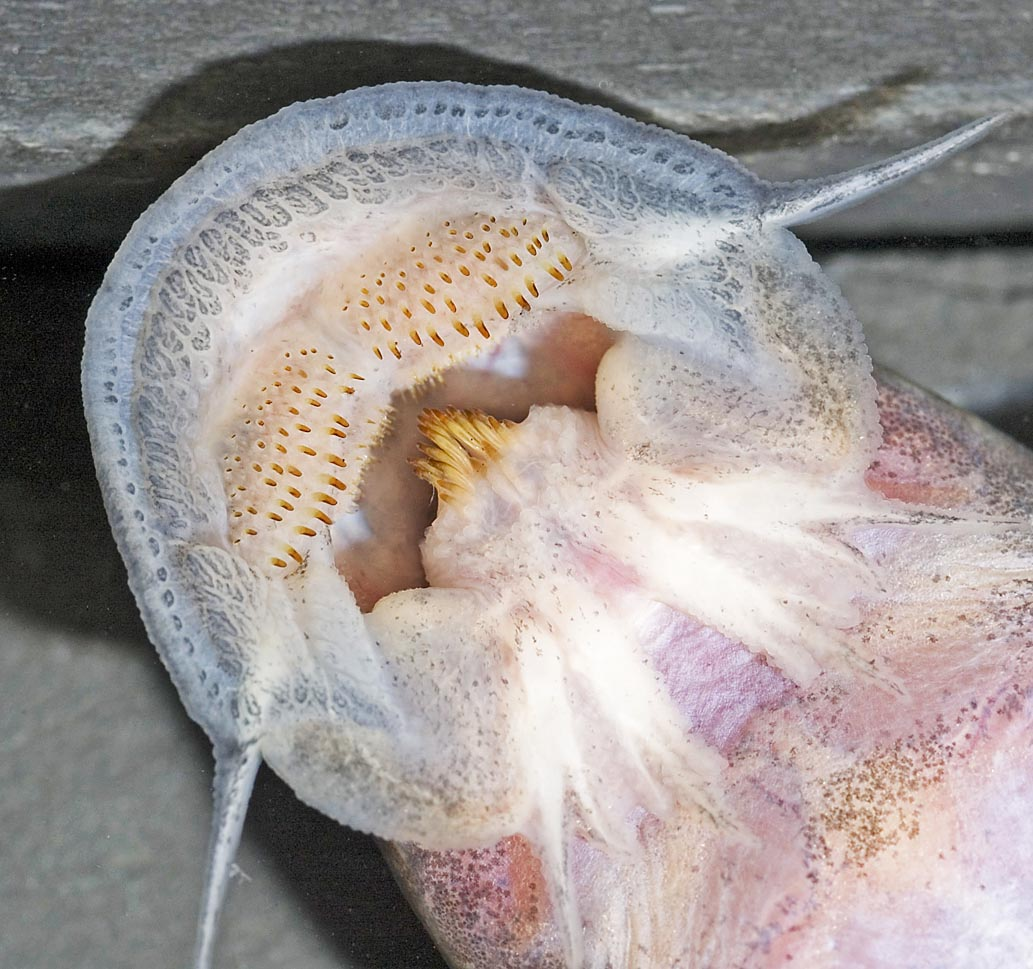
Otwór gębowy Chiloglanis sp.